# لودفيغ نيلسون
لودفيغ نيلسون (بالسويدية: Ludvig Nilsson)‏ هو لاعب هوكي الجليد سويدي، ولد في 28 مارس 1994 في ستوكهولم في السويد.

## وصلات خارجية
- لودفيغ نيلسون على موقع EliteProspects.com (الإنجليزية)
- لودفيغ نيلسون على موقع HockeyDB.com (الإنجليزية)